# Barbe à la Souvorov

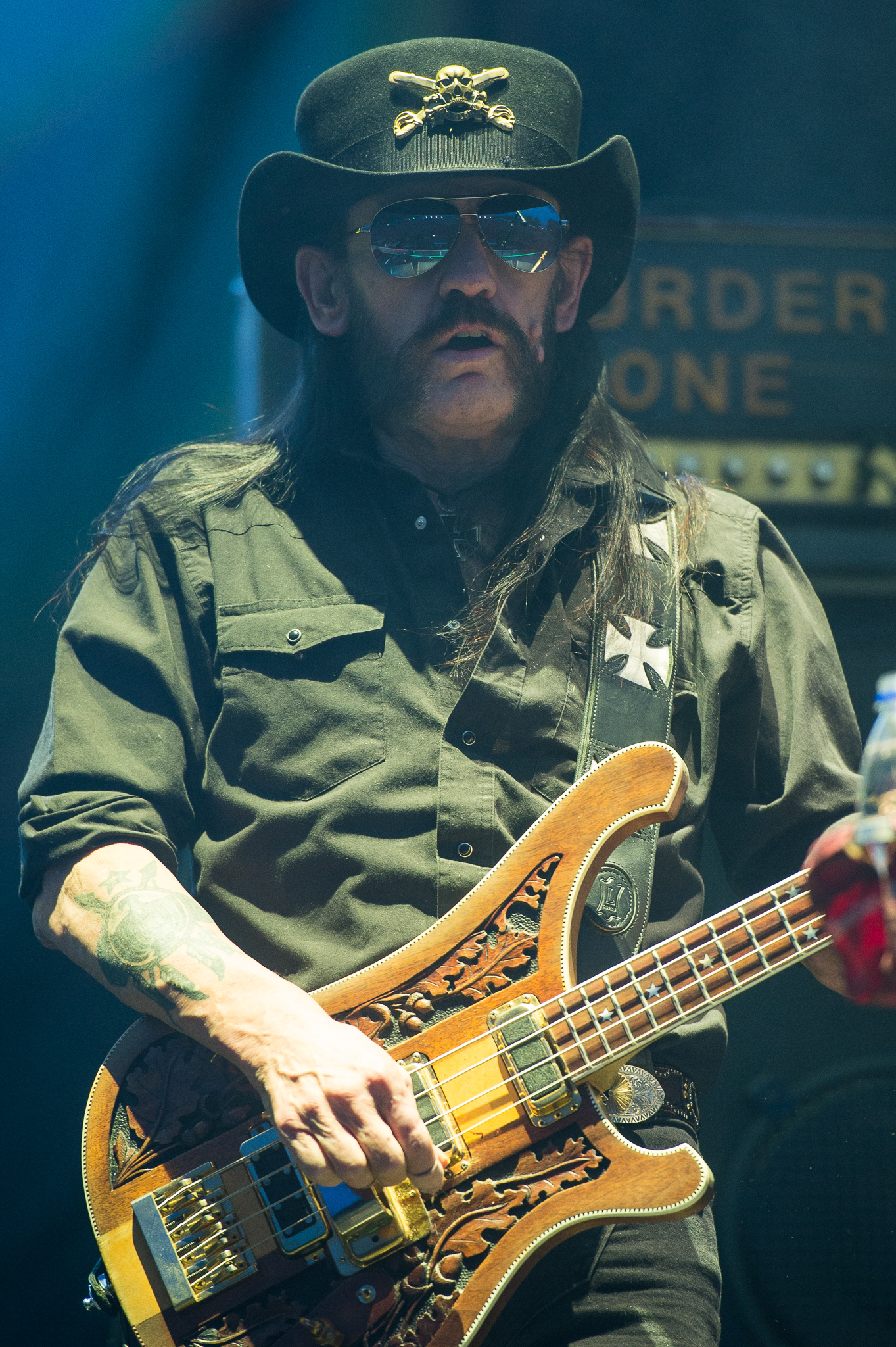
Lemmy Kilmister, l'une des barbes à la Souvorov les plus connues.

La barbe à la Souvorov (ou Souvarov) est un style de barbe qui consiste à rejoindre deux favoris par une moustache,,.

## Origines

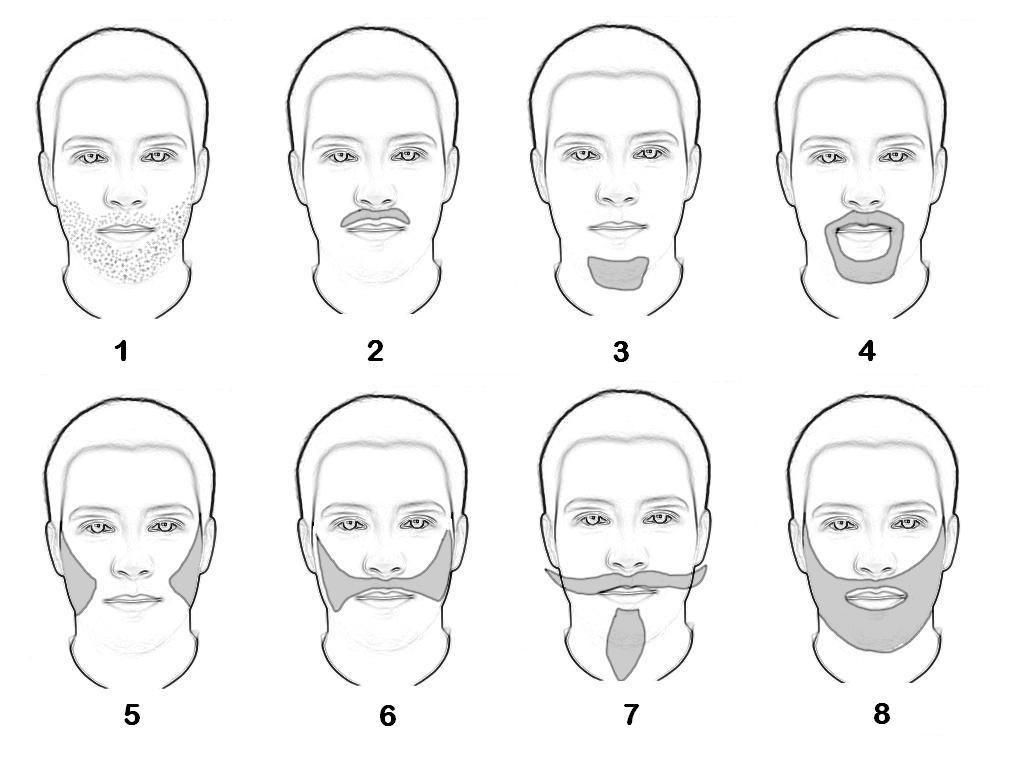
1 : la barbe de trois jours, 2 : la moustache, 3 : la barbiche, 4 : le bouc, 5 : les favoris, 6 : la Souvarov, 7 : Impériale, 8 : Complète.

Elle est popularisée au XVIIIe siècle, par Alexandre Souvorov (1730-1800), généralissime russe, comte Otchakovski et Rymnitski, prince d'Italie et comte du Saint-Empire romain germanique. Il est l'auteur de La Science de la Victoire. Il n'a jamais été vaincu sur un champ de bataille.
Toute l'iconographie historique et représentations d'Alexandre Souvorov (peintures, gravures, eaux fortes et.) du XVIIIe – XIXe siècle ne l'a jamais représenté barbu, moustachu ou autre mais toujours impeccablement rasé et donc l'origine populaire actuelle de cette fameuse coupe de barbe et moustache rendant hommage à ce général reste assez mystérieuse. (

## Quelques personnalités portant la Barbe à la Souvorov
- Ambrose Burnside, général de l’armée de l'Union, Gouverneur de Rhode Island et Sénateur des États-Unis[5] ;
- Chester A. Arthur, 21e président des États-Unis ;
- Andrew Clark, médecin et pathologiste écossais[5] ;
- Jacques Offenbach,  compositeur et violoncelliste français d'origine allemande[6] ;
- Werner von Siemens, inventeur et industriel allemand, pilier de l’« époque des fondateurs »[7] ;
- Le personnage de Daniel Dravot (en), dans le roman L'Homme qui voulut être roi[8] ;
- Lemmy Kilmister, chanteur du groupe Motörhead[9]
- Le protagoniste du jeu vidéo Disco Elysium[10]